# Stefano Pizzamiglio
Stefano Mauro Pizzamiglio (né le 6 novembre 1991 à Milan) est un nageur italien, spécialiste du dos.
Son club est le GS Fiamme Oro de Rome et son entraîneur est Fabrizio Bastelli.
Il commence sa carrière lors des Championnats du monde juniors de 2008 en terminant 6e du 50 m dos et 5e du relais 4 x 100 m mixte. La même année, il remporte la médaille d'argent aux Championnats d'Europe juniors et celle de bronze du même relais. L'année suivante, il remporte deux médailles d'or des mêmes championnats, à la fois lors du relais 4 x 100 m nage libre que lors du relais mixte, mais également deux médailles de bronze sur 50 et 100 m dos et termine au pied du podium du 50 m papillon. Lors des Championnats d'Europe seniors de 2010, il est 4e du 50 m dos et 5e du relais mixte. Il n'atteint pas les finales lors des championnats suivants en 2012. En revanche il remporte la médaille de bronze du 100 m 4 nages lors des Championnats en petit bassin de 2013 et termine encore 4e du 50 m dos.
Ses meilleurs temps, tous obtenus en 2014, sont :
- 50 m dos : 24 s 84
- 100 m dos : 55 s 04
- 200 m mixte : 2 min 1 s 51